# Ryszard Jachowicz
Ryszard Sławomir Jachowicz (ur. 13 marca 1945 w Wilnie, zm. 24 sierpnia 2022 w Warszawie) – polski inżynier elektronik, profesor nauk technicznych, wykładowca akademicki Politechniki Warszawskiej, staż naukowy w National Bureau of Standard, Gaithersburg, MD, USA; pracownik naukowy w Massachusetts Institute of Technology, Cambridge, MA, USA; Visiting Professor w Technische Universität Wien, Wiedeń, Austria (1993 r.) i w Lehigh University, Bethlehem, USA (1994 r.); członek Senior Member IEEE.

## Życiorys

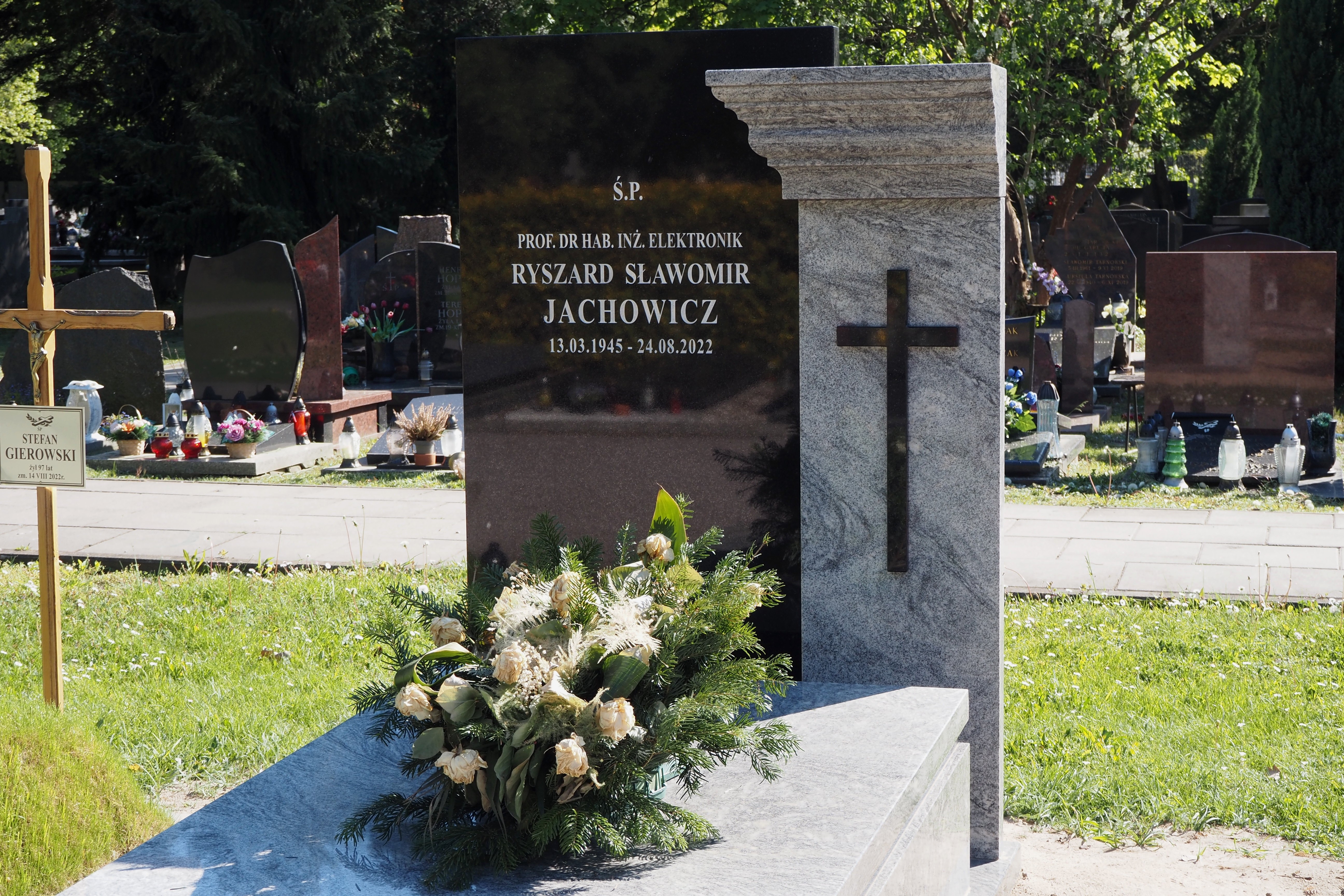
Grób prof. dr hab. Ryszarda Jachowicza na Cmentarzu Wojskowym na Powązkach

Urodził się w 1945 r. w Wilnie. Od 1946 r. mieszkał w Olsztynie, gdzie ukończył szkołę podstawową i Liceum Ogólnokształcące nr 2 (1963 r.). Studia na Wydziale Elektroniki Politechniki Warszawskiej (PW) ukończył w 1969, uzyskując dyplom magistra inżyniera ze specjalnością „aparatura elektroniczna”. W 1973 r. obronił z wyróżnieniem pracę doktorską na Wydziale Elektroniki PW.
Od 1973 do 2017 r. był pracownikiem naukowym na Wydziale Elektroniki PW w Instytucie Podstaw Elektroniki (późniejsza nazwa Instytut Systemów Elektronicznych). Kolejne stopnie naukowe uzyskał w latach: starszego asystenta (1973), adiunkta (1974), doktora habilitowanego (1981), docenta (1987 – jego awans był wstrzymany ze względów politycznych na 6 lat) i profesora nadzwyczajnego PW (1991). Tytuł profesora uzyskał w 1996, a tytuł profesora zwyczajnego w 2000.
Działalność naukowa
Specjalista w dziedzinie czujników, mikroczujników, mikrosystemów (MEMS) i elektronicznych systemów pomiarowych. W szczególności prowadził nowatorskie prace naukowe w dziedzinie półprzewodnikowych czujników wilgotności i ciśnienia i ich aplikacji medycznych. Rozwijał nowe konstrukcje (w tym pierwszy na świecie półprzewodnikowy zintegrowany detektor temperatury punktu rosy) i technologie do ich wytwarzania (w tym technologię „ink-jet printing” na podłożach foliowych, elastycznych i tekstylnych) oraz bezprzewodowe interfejsy do czujników inteligentnych. Opracował szereg nowych procedur i algorytmów pomiarowych (w szczególności w szybkich higrometrach punku rosy) oraz prowadził zaawansowane prace w dziedzinie wieloparametrowych metod pomiaru (ang. measurement data fusion). Autor i współautor ponad 200 publikacji naukowych i referatów konferencyjnych, w tym 16 referatów zaproszonych z czego 7 na konferencjach międzynarodowych (w tym 4 na otwarcie konferencji). Był ponadto autorem 16 patentów i wniosków patentowych.
Międzynarodowa działalność naukowa
Pracował naukowo w National Bureau of Standards, Washington DC, USA (1977–1978), w Massachusetts Institute of Technology, Cambridge, USA (1978–1979). Był dwukrotnie „visiting professor” w Lehigh University, Bethlehem, PA, USA (1992 i 1995), w Technische Universitat Wien, Wiedeń, Austria (1994) i w National Taiwan University of Science and Technology, Taipei, Taiwan (2019). W Wiedniu i w Taipei prowadził wykłady (semestralne). Prowadził także 2 projekty naukowe z USA (1. 1979–1982, 2. 1991–1994), 4 projekty unijne i jeden z Singapurem (2006–2009). Był inicjatorem i kierownikiem Centre of Excellence of Microsystems – Design and Technology (2002–2005) finansowanego przez UE. W Polsce kierował ponad 30 grantami badawczymi.
Członek wielu międzynarodowych komitetów naukowych: Measurement Science and Technology, Institute of Physics, Wielka Brytania (2000–2008); Journal of Measurement Science and Instrumentation, Chiny (od 2009); konferencji EUROSENSORS (1994–2011) i honorowy członek Steering Committee (od 2011), konferencji TRANSDUCERS (1995, 2001, 2003, 2007 i 2011), SENSORS (2004) i wielu innych.
Działalność organizacyjna na rzecz nauki:
Krajowa – Kierownik zespołu naukowo-badawczego (1973–2015), prodziekan Wydziału Elektroniki Politechniki Warszawskiej (1984–1987), członek Senatu Politechniki Warszawskiej i przewodniczący Senackiej Komisji Współpracy Międzynarodowej (2000–2004), kierownik Zakładu Mikrosystemów i Systemów Pomiarowych (1997–2015), kierownik wielu komisji rektorskich i wydziałowych Politechniki Warszawskiej, członek Komitetu Metrologii i Aparatury Naukowej PAN (1991–2014), przewodniczący Sekcji Czujników i Przetworników Pomiarowych, KMiAP PAN (1991–2011), członek Zarządu i współzałożyciel Polskiego Towarzystwa Techniki Sensorowej (od 1992) i jego prezes w latach 2012–2016, członek Rady Naukowej Przemysłowego Instytutu Elektroniki (1990–2002) i jej przewodniczący (1998–2002), organizator i przewodniczący wielu konferencji w tym Czujniki Opto- i Elektroniczne (4-krotnie), Krajowy Kongres Metrologii (2003), światowej Konferencji EUROSENSORS’97 (1997) i innych. Był recenzentem projektów badawczych KBN i MNiSW (255 projektów). Członek SEP od 1974, był członkiem Komisji Kwalifikacyjnej Izby Rzeczoznawców SEP (2000–2014). Był członkiem ponad 20 komitetów naukowych krajowych konferencji naukowych.
Międzynarodowa – członek międzynarodowego stowarzyszenia The Institute of Electrical and Electronics Engineers (IEEE), Senior Member (od 1983), przewodniczący Polskiej Sekcji IEEE (1997–2002: 1 i 2 kadencja, oraz 2014–2015: 3-cia kadencja), członek Zarządu (od 1982); recenzent grantów badawczych Komisji Europejskiej w PR7, recenzent artykułów wielu czasopism naukowych i międzynarodowych konferencji naukowych. Fellow Member of The Institute of Physics, Bristol, Wielka Brytania (od 2004).
Działalność dydaktyczna – prowadził wykłady na Wydziale Elektroniki i Technik Informacyjnych PW pt. „Miernictwo Wielkości Nieelektrycznych”; „Podstawy Czujników Pomiarowych”; „Czujniki Półprzewodnikowe”; „Mikrosystemy i Mikroczujniki”. Zorganizował „Laboratorium Czujników Pomiarowych” (studenckie), w latach 1991–2003 był kierownikiem specjalności Systemy Pomiarowo Kontrolne, a w latach 2010–2014 kierownikiem specjalności Mikrosystemy i Systemy Elektroniczne. Był opiekunem naukowym ponad 100 prac inżynierskich i magisterskich i promotorem 9 rozpraw doktorskich z czego 4 obronionych z wyróżnieniem. Prowadził również wykłady semestralne pt. „Modern sensors construction and operation” w Technische Universitat Wien, Wiedeń, Austria (1994).
Nagrody i wyróżnienia – odznaczony The IEEE Third Millennium Medal, Złotą Odznaką Naczelnej Organizacji Technicznej (NOT), Nagrodą Sekretarza Naukowego PAN, Medalem im. prof. Mieczysława Pożaryskiego (SEP), Medalem im. prof. Pawła Jana Nowackiego (SEP), Medalem im. prof. Janusza Groszkowskiego (SEP), Złotym Krzyżem Zasługi (2002) i Medalem Komisji Edukacji Narodowej. Członek Honorowy Polskiego Towarzystwa Techniki Sensorowej. Uzyskał również nagrody I-go i II-go stopnia Rektora Politechniki Warszawskiej (łącznie kilkanaście), nagrodę za najlepszy referat w Hong Kong (2008) oraz 6 wyróżnień za działalność w Institute of Electrical and Electronics Engineers IEEE.
Wybrane publikacje:
- Jachowicz R., Senturia S.D. – „A Thin Film Capacitance Humidity Sensor”, Sensors and actuators, Elsevier B.V., January 1981[7].

- Jachowicz R. – “Dew Point Hygrometer with Heat Injection – Principle of Construction and Operation”, Sensors and actuators, B Chemical, Elsevier B.V., March 1992[8].

- Jachowicz R., Makulski W.J. – “Optimal Measurent Procedures for A Dew Point Hygrometer System”, IEEE Transations on Instrumentation and Measurement, September 1993[9].

- Jachowicz R., WojtowiczG., Weremczuk J. – „Non-contact Passive Electromagnetic Transmitter to Any Capacitive Sensor – Design, Theory, and Model Tests”, Sensors and actuators, A Physics, Elsevier B.V., August 2000[10].

- Jachowicz R. Ażgin Z.M. – „ FET Pressure Sensor and Iterative Method for Modelling of The Device”, Sensors and actuators, A Physics, Elsevier B.V., April 2002[11].

- Jachowicz R., Weremczuk J., Paczesny D., Tarapata G. – „A MEMS-based Supper Fast Dew Point Hygrometer – Construction and Medical Applications”, J.Measurement Science and Technology, IoP, October 2009[12].

- Weremczuk J., Tarapata G., Jachowicz R. – „The Ink-Jet Printing Humidity Sorption Sensor -Modelling, Design, Technology and Characterization”, J.Measurement Science and Technology, IoP, December 2011[13].

- Paczesny D., Tarapata G., Marzęcki M., Jachowicz R. – „The Capacitive Sensor for Liquid Level Measurement Made with Ink-Jet Printing Technology”, Procedia Engineering, December 2015[14].